# إدارة تهديدات موحدة
إدارة تهديدات موحدة (بالإنجليزية: Unified threat management)‏ هي حل متكامل ظهر حديثًا في صناعة أمن الشبكات وقد اكتسبت انتشارًا منذ عام 2004 كحل دفاعي لأمن بوابات الشبكات. نظريًا إدارة التهديدات الموحدة هي تطور الجدار النارى التقليدى إلى منتج أمني يقوم بوظائف متعددة في جهاز واحد: جدار ناري، نظام كشف التسلل، مضاد الفيروسات، تقنيات مكافحة السخام، شبكة افتراضية خاصة، برنامج تحكم بالمحتوى، موازنة الأحمال، منع تسرب البيانات و إظهار التقارير علي الجهاز ذاته.